# Нант-6 (кантон)
Нант-6 (фр. Nantes-6) — кантон во Франции, находится в регионе Пеи-де-ла-Луар, департамент Атлантическая Луара. Входит в состав округа Нант.

## История
В результате реформы 2015 года состав кантона изменился: в него были добавлены некоторые кварталы, ранее входившие в состав упразднённых кантонов Нант-8 и Нант-9.

## Состав кантона с 22 марта2015 года
В состав кантона входят северные и северо-западные кварталы города Нант.

## Политика
С 2021 года кантон в Совете департамента Атлантическая Луара представляют вице-мэры Нанта Сесиль Бир (Cécile Bir) (Разные левые) и Паскаль Боло (Pascal Bolo) (Социалистическая партия).
|                | Кандидаты                        | Партия              | Первый тур | Первый тур     | Второй тур | Второй тур |
| Кол-во голосов | Кандидаты                        | Партия              | % голосов  | Кол-во голосов | % голосов  |            |
| -------------- | -------------------------------- | ------------------- | ---------- | -------------- | ---------- | ---------- |
|                | Сесиль Бир Паскаль Боло          | Левый блок          | 2 819      | 34,84          | 4 650      | 53,89      |
|                | Аньес Дюпен Себастьен Ле Мер     | Разные правые       | 2 318      | 28,65          | 3 978      | 46,11      |
|                | Мунир Бельамити Маргерит Гриффен | Вперёд, Республика! | 1 703      | 21,05          |            |            |
|                | Эмерик Сеассо Радья Эссаси       | Разные левые        | 1 251      | 15,46          |            |            |

|                | Кандидаты                         | Партия                   | Первый тур | Первый тур     | Второй тур | Второй тур |
| Кол-во голосов | Кандидаты                         | Партия                   | % голосов  | Кол-во голосов | % голосов  |            |
| -------------- | --------------------------------- | ------------------------ | ---------- | -------------- | ---------- | ---------- |
|                | Паскаль Боло Кристин Орен         | Социалистическая партия  | 4 402      | 35,08          | 6 462      | 55,65      |
|                | Розелин Арзель Бенуа Стекр-Ридель | Правый блок              | 3 344      | 26,65          | 5 150      | 44,35      |
|                | Жан де Маскюро Мари Марши         | Национальный фронт       | 1 682      | 13,40          |            |            |
|                | Эмманюэль Бюшо Жан-Клод Клеман    | Европа Экология Зелёные  | 1 634      | 13,02          |            |            |
|                | Эмерик Сосо Полин Флёримон        | Левый фронт              | 658        | 5,24           |            |            |
|                | Латифа Джебри Франсуа Фотра       | Разные правые            | 440        | 3,51           |            |            |
|                | Анн-Мари Буте Тьерри Маллар       | Демократическое движение | 388        | 3,09           |            |            |